# Стручнa хемијскa и текстилнa школa Шабац
Стручнa хемијскa и текстилнa школa једна је од средњих школа у Шапцу. Налази се у улици Хајдук Вељкова 10.

## Историјат
Почела је са радом 1947. године под називом Индустријска школа са хемијским и металским смером, одлуком тадашњег Министарства лаке индустрије. Први План и програм рада израдило је Министарство лаке индустрије и имао је два дела: теоријски и практични. Индустријска школа је била трогодишња и интернатског типа. Од 1959. године школа добија нову зграду, лабораторије и радионице и прераста у Средњу техничку школу. Од тада функционише као средња стручна школа са малим променама у подручјима рада и образовним профилима.
Од 14. априла 2009. добили су сагласност за обављање проширене делатности у подручју рада Текстилство и кожарство, а решењем, број 022-05-0023/94-03, од 19. новембра 2010. верификацију за образовни профил педикир–маникир у подручју рада личне услуге. Решењем Министарства просвете Републике Србије, број 022-05-00223/94-03, од 11. марта 2019. добили су верификацију за образовни профил техничар за рециклажу и решењем, број 022-05-223/94-03, од 30. августа 2018. верификацију за образовни профил модни кројач у подручју рада текстилство и кожарство.